# Persoonia pertinax
Persoonia pertinax är en tvåhjärtbladig växtart som beskrevs av Peter Henry Weston. Persoonia pertinax ingår i släktet Persoonia och familjen Proteaceae. Inga underarter finns listade i Catalogue of Life.